# Trimellitsäureanhydrid
Trimellitsäureanhydrid (TMA), auch Trimellithsäureanhydrid, ist ein Grundstoff zur Synthese unter anderem von Lackharzen, Weichmachern, Polyestern, Härtern für Epoxid-Harze und Farbstoffen.

## Gewinnung und Darstellung
Trimellitsäureanhydrid bildet sich durch Wasserabspaltung aus Trimellitsäure.

## Verwendung
Bei der Herstellung bestimmter Kunststoffe kann Trimellitsäureanhydrid Trimellitsäure ersetzen.
Trimellitsäureanhydrid wirkt ätzend und muss entsprechend vorsichtig gehandhabt werden. Ausführliche Studien zur Risikobewertung von Säureanhydriden einschließlich Trimellitsäureanhydrid wurden Ende 2004 und 2009 veröffentlicht.